# GNU Chess
GNU Chess (/ˈgnuː ʧɛs/) — безкоштовна вільна шахова програма написана на мові C++.
GNU Chess сама по собі має текстовий інтерфейс, і для комфортної гри потрібно використовувати одну з графічних оболонок, наприклад glChess, (XBoard або WinBoard, PyChess.

## Пошук наступного ходу
Заснований на модифікації професора Тоні Марсланда, внесеної ним в алгоритм альфа-бета мінімакса, і так званої пошуком основних відхилень (Principal Variation Search — PVS). Цей алгоритм працює надійно і достовірно.
Оцінка позиції починаючи з 5-х версій Програми трохи відрізняється від більш ранніх. Ранні версії використовували таблиці «фігура-поле» з неповною оцінкою кінцевих вузлів (end-leaf). Це таблиці, заповнені значеннями, які відповідають важливості присутності фігур на даному полі. Таблиця заповнювалася один раз на початку пошуку ходу.
Недолік таблиць «фігура-поле» в тому, що інформація зазвичай стає менш і менш значущою в міру зростання глибини пошуку, тому що позиція на дошці змінюється занадто швидко. Зі збільшенням швидкості роботи комп'ютерів стає можливий все більш глибокий пошук, і таким чином таблиці можуть вводити програму в оману, видаючи ходи, що не відповідають позиції.
Зовсім недавно відбулося повернення до ідеї, яку підтримують розробники GNU Chess: повний обрахунок кінцевих вузлів. Далі, GNU Chess використовує Бітові дошки для представлення властивостей шахової дошки. Це нагадує нам минуле на зорі комп'ютерних шахів, коли гігантські електронно-обчислювальні машини 1960-х використовували растрові зображення (Бітові карти) для опису позицій.
При оцінці ходу крім стандартних оцінок отриманих, виходячи з комбінування бітових дощок, використовуються більш ресурсомісткі, але дуже важливі обчислення можливих переміщень короля і пішаків.

## Рейтинг
GNU Chess не має офіційного рейтингу Ело. На безкоштовному шаховому інтернет-сервері freechess.org, бліц-рейтинг GNU Chess версії 5.04, що працює на комп'ютері на базі процесора Cyrix 166 MHz (еквівалент Pentium 200 MHz), з налаштуваннями за замовчуванням перевищив 2100 пунктів (рейтинги найсильніших шахістів перевищують 2700).

## GNU Chess на інших платформах
Розробники GNU Chess отримували відгуки, що їх дітище дійсно компілюється і запускається також на платформах DOS і OS/2 c використанням інструментарію EMX.

## Комп'ютерні шахи на основі GNU Chess
- glChess (входять в набір ігор GNOME).
- Chess (Apple)

## Примітка
1. 1 2 3 4 5 6  Free Software Directory
2. 1 2  GNU Guix System
3. ↑  The gnuchess Open Source Project on Open Hub: Languages Page — 2006.